# Per Lech
Per Gustaf Svante Lech, född den 13 januari 1886 i Västra Hoby socken, Malmöhus län, död 26 maj 1970 i Landskrona, var en svensk tidningsman. Han var bror till Halvar Lech. 
Lech, vars far var kyrkoherde, avlade studentexamen i Helsingborg 1904 och var student vid universitetet i Bern 1904–1905. Han blev medarbetare i 
Sundsvalls-Posten 1906, i Lunds Dagblad 1910 och redaktör där 1914. Han var redaktör för Landskrona-Posten 1919–1960 samt redaktör och ansvarig utgivare för Skåningen Eslöfs Tidning 1948-1952.